# Широков, Николай Петрович
Никола́й Петро́вич Широ́ков (род. 26 сентября 1955, Магнитогорск, Челябинская область) — советский легкоатлет, специалист по бегу на средние дистанции. Выступал на всесоюзном уровне в 1970-х и 1980-х годах, чемпион СССР, многократный призёр первенств всесоюзного и всероссийского значения. Представлял Магнитогорск и спортивное общество «Труд». Мастер спорта СССР.

## Биография
Николай Широков родился 26 сентября 1955 года в городе Магнитогорске Челябинской области. Заниматься лёгкой атлетикой начал в 1972 году, проходил подготовку под руководством тренеров Владимира Саранчукова и Владимира Жигалева. Выступал за добровольное спортивное общество «Труд».
Первых серьёзных успехов на всесоюзном уровне добился в сезоне 1978 года, когда на чемпионате СССР в Тбилиси стал серебряным призёром в индивидуальном беге на 800 метров и вместе с командой РСФСР одержал победу в эстафете 4 × 800 метров.
В 1979 году на чемпионате страны в рамках VII летней Спартакиады народов СССР в Москве выиграл серебряную медаль в эстафете 4 × 800 метров, тогда как в дисциплине 800 метров в число призёров не попал.
В 1980 году на дистанции 800 метров с личным рекордом 1:46.5 завоевал бронзовую награду на Мемориале братьев Знаменских в Москве.
В 1981 году в дисциплине 800 метров взял бронзу на зимнем чемпионате СССР в Минске. Летом на всесоюзных соревнованиях в Киеве победил в беге на 800 метров и получил серебро в беге на 1000 метров. На летнем чемпионате СССР в Москве стал бронзовым и серебряным призёром в 800-метровой дисциплине и в эстафете 4 × 800 метров соответственно.
В 1983 году в беге на 800 метров выиграл бронзовую медаль на зимнем чемпионате СССР в Москве.
После завершения спортивной карьеры в 1984 году в некоторое время тренировал детей в Магнитогорске, затем в течение 11 лет работал вальцовщиком в Листопрокатном цехе № 3 на Магнитогорском металлургическом комбинате. С 1995 года работал в физкультурно-оздоровительном комплексе в Магнитогорске, занимал должность директора.